# 北愛爾蘭事務大臣
國王陛下首席北愛爾蘭事務大臣（英語：His Majesty's Principal Secretary of State for Northern Ireland），是英国内阁閣員、以及英国政府中主管北愛爾蘭事務的官員。職責主要包括維持與北愛爾蘭行政委員會之間的政治穩定關係、監督貝爾法斯特協議的實施、和維護北愛爾蘭的國際權益。